# 's-Graveland
's-Graveland /ˈsxraːvəlɑnt/ è una località olandese situata nel comune di Wijdemeren, nella provincia dell'Olanda Settentrionale.